# Polygala dhofarica
Polygala dhofarica är en jungfrulinsväxtart som beskrevs av John Gilbert Baker. Polygala dhofarica ingår i släktet jungfrulinssläktet, och familjen jungfrulinsväxter. Inga underarter finns listade i Catalogue of Life.